# Trophée Raymond-Dewas
Le trophée Raymond-Dewas récompense le joueur le plus fair-play de la saison en Ligue Magnus (championnat de France de hockey sur glace). Il a été décerné pour la première fois à l'issue de la saison 1984-1985. Il n'est actuellement plus décerné .

## Palmarès
- 1984-1985 : Roland Cloutier (Gap)
- 1985-1986 : Roland Cloutier (Gap)
- 1986-1987 : André Côté (Mont Blanc)
- 1987-1988 : Marc Gervais (Villard-de-Lans)
- 1988-1989 : Vladimir Loubkine (Amiens) et Claude Verret (Rouen)
- 1989-1990 : Patrick Foliot (Amiens) et Claude Verret (Rouen)
- 1990-1991 : Patrick Foliot (Amiens) et Claude Verret (Rouen)
- 1991-1992 : Peter Almasy (Briançon) et Claude Verret (Rouen)
- 1992-1993 : Benoît Bachelet (Grenoble) et Claude Verret (Rouen)
- 1993-1994 : Franck Saunier (Rouen)
- 1994-1995 : Robert Ouellet (Angers)
- 1995-1996 : André Côté (Brest)
- 1996-1997 : Ari Salo (Rouen)
- 1997-1998 : Robert Ouellet (Grenoble)
- 1998-1999 : Ari Salo (Grenoble)
- 1999-2000 :
- 2000-2001 :
- 2001-2002 : Éric Doucet (Rouen)